# Municipio de Magdalena Zahuatlán
El municipio de Magdalena Zahuatlán es uno de los 570 municipios que conforman al estado mexicano de Oaxaca. Pertenece al distrito de Nochixtlán, dentro de la región Mixteca. Su cabecera es la localidad de Magdalena Zahuatlán.

## Geografía
El municipio abarca 22.14 km² y se encuentra a una altitud promedio de 2130 m s. n. m., siendo el punto más bajo de 2000 m s. n. m. y el más alto de 2300 m s. n. m.
Colinda al norte con los municipios de San Mateo Etlatongo y Asunción Nochixtlán; al este con Asunción Nochixtlán y Magdalena Jaltepec; al sur con Magdalena Jaltepec y San Francisco Jaltepetongo; al oeste con San Francisco Jaltepetongo, San Miguel Tecomatlán y San Mateo Etlatongo.

## Demografía
De acuerdo al último censo, realizado por el INEGI en 2010, en el municipio habitan 409 personas.

## Localidades
En el municipio existen 5 localidades.

### Magdalena Zahuatlán
Es la cabecera municipal es Magdalena Zahuatlán, se ubica a 2136 m s. n. m. y es habitada por 338 personas. Originalmente fue fundada cerca del 1100, pero su población fue diezmada por múltiples enfermedades en 1523. La población fue refundada en 1710.

### Otras localidades
| Código INEGI | Localidad          | Población (2010) |
| ------------ | ------------------ | ---------------- |
| 200540003    | El sabino          | 20               |
| 200540004    | San Francisco      | 25               |
| 200540007    | Lomas de Llullilli | 9                |
| 200540008    | Yutayucy           | 17               |